# دانيال بيك
دانيال بيك (بالألمانية: Daniel Becke) مواليد 12 مارس 1978 في إرفورت، ألمانيا الشرقية، هو دراج ألماني سابق. سبق أن شارك في دورة الألعاب الأولمبية الصيفية وفاز بميدالية أولمبية.

## الميداليات
| الميدالية | المسابقة                       |
| --------- | ------------------------------ |
| ذهبية     | الألعاب الأولمبية الصيفية 2000 |

## وصلات خارجية
- الموقع الرسمي

## روابط خارجية
- دانيال بيك على موقع الاتحاد الدولي للدراجات (الإنجليزية)
- دانيال بيك على موقع أرشيف الدراجات (الإنجليزية)
- دانيال بيك على موقع إحصائيات الدراجات الإحترافية (الإنجليزية)
- دانيال بيك على موقع نسبة الدراجات (الإنجليزية)
- دانيال بيك على موقع أوليمبيديا (الإنجليزية)